# جون شومان
جون شومان (بالإنجليزية: John Schumann)‏ هو مغني وكاتب أغاني أسترالي، ولد في 18 مايو 1953.

## وصلات خارجية
- الموقع الرسمي
- جون شومان على موقع ميوزك برينز (الإنجليزية)